# Pachypodium horombense
Pachypodium horombense, ook wel olifantsvoet genoemd, is een plant uit de maagdenpalmfamilie. De soort is endemisch in het zuiden van Madagaskar.

## Beschrijving
De bladeren zijn dik en groen van kleur en vallen 's winters uit. De bloemen zijn groot en hebben een heldere gele kleur. De bloemen hebben een diameter van 17 tot 23 millimeter, bestaande uit vijf kroonbladeren. De vruchten hebben een lengte van 14 centimeter en zijn 7 millimeter in de breedte.
Er zijn natuurlijke hybriden bekend met Pachypodium densiflorum.

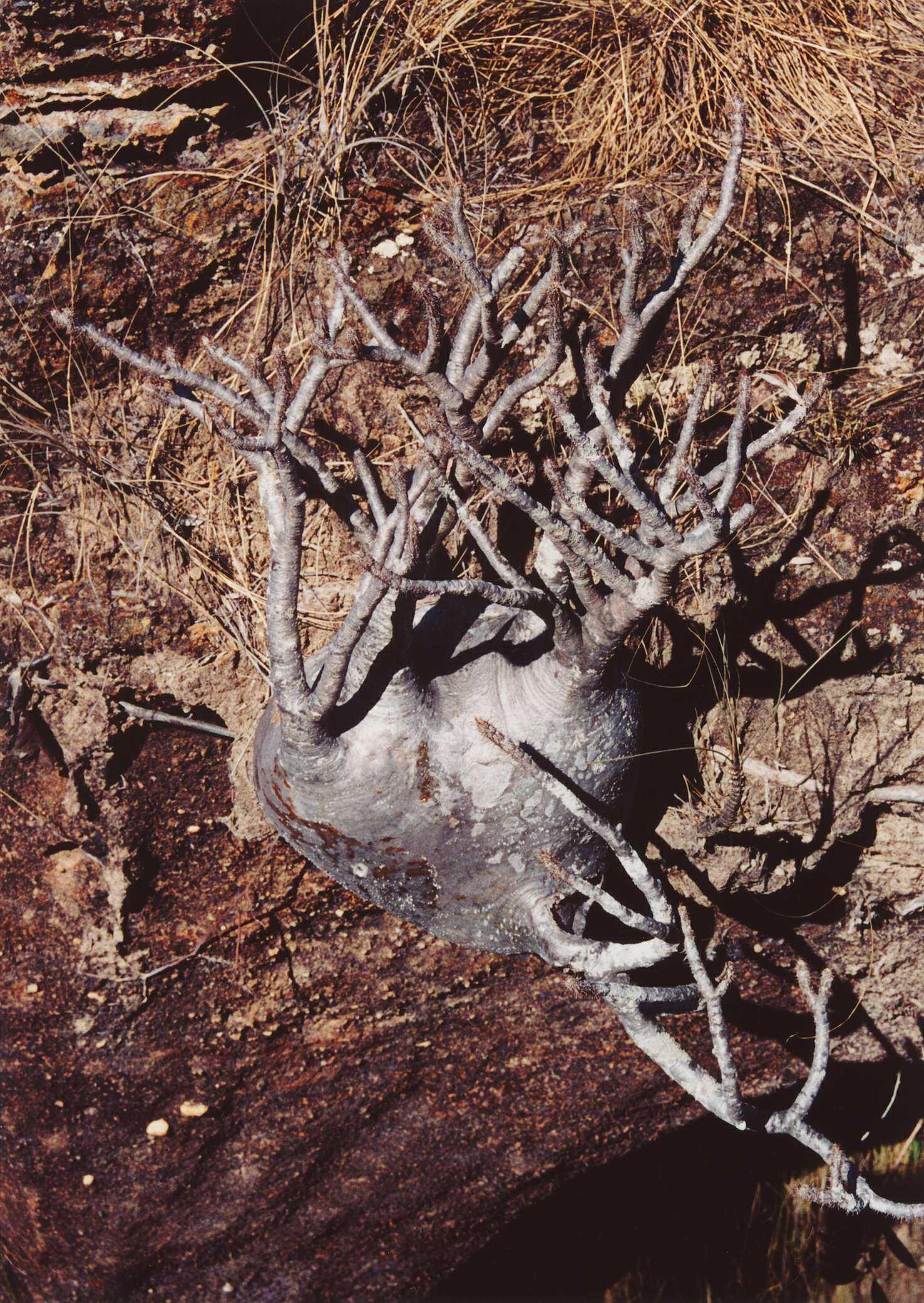